# ورز دادن (گربه)

حرکت ورز دادن توسط گربه

ورز دادن (که بیشتر با عنوان بیسکویت درست کردن شناخته می‌شود) رفتاری است که بیشتر در گربه‌های خانگی دیده می‌شود؛ زمانی که گربه احساس راحتی می‌کند، ممکن است روی سطحی مانند مبل یا فرش، یا روی حیوان دیگر یا انسان، پنجه‌های جلویی خود را به‌طور متناوب به سمت بیرون فشار دهد و به داخل بکشد. این حرکت معمولاً با حرکت چنگ‌زدن پنجه‌ها همراه است، گویی که گربه در حال ورز دادن خمیر است.

## کنش

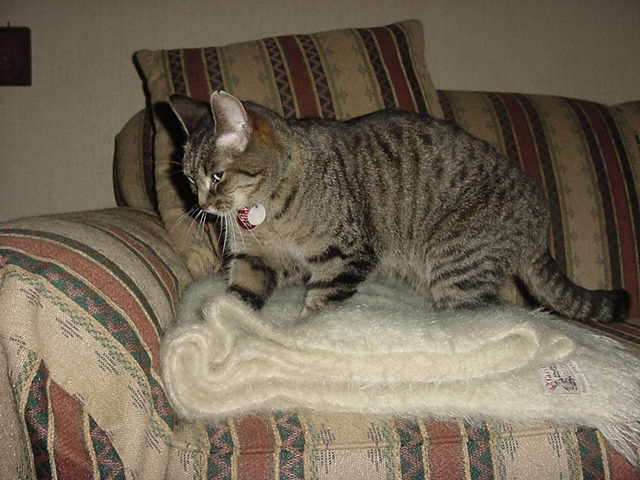
گربه‌ای پتوی نرمی را ورز می‌دهد

گربه با پنجه خود فشار محکمی به سمت پایین وارد می‌کند، انگشتانش را باز کرده تا چنگال‌هایش نمایان شود، سپس هنگام بالا بردن پنجه، چنگال‌ها را جمع می‌کند. این فرایند به صورت متناوب با هر دو پنجه و با فاصله‌ای حدود یک تا دو ثانیه انجام می‌شود. گربه‌ها ممکن است این کار را هنگام نشستن روی پای صاحب خود انجام دهند، که اگر گربه بزرگ، قوی یا دارای چنگال‌های تیز باشد، می‌تواند دردناک باشد، زیرا چنگال‌ها در پا فرومی‌روند. گرچه گربه‌ها با نشستن روی سطح سخت مشکلی ندارند، اما فقط روی سطوح نرم یا انعطاف‌پذیر ورز می‌دهند، هرچند برخی گربه‌ها به‌طور انعکاسی روی سطوح سخت «رژه» می‌روند به‌جای ورز دادن.
در باغ‌هایی که گربه‌ها حضور دارند، نواحی سرپوشیده گاهی محل مشاهده نتایج «وحشی» ورز دادن هستند: آشیانه‌هایی به اندازه گربه که در علف‌های بلند پاخورده‌اند. گربه‌های خانگی نیز از کارتن و اجسام مشابه آشیانه می‌سازند. آن‌ها این کار را با ورز دادن همراه با چنگال‌های بیرون‌زده انجام می‌دهند، به‌گونه‌ای که ماده را خراش می‌دهند و نرم می‌کنند. این عمل از نظر نحوه انجام، زبان بدن و نیت با ورز دادن هنگام خوشحالی تفاوت دارد.

گربه‌ها اشیای نرم مثل خرس‌های عروسکی را نیز ورز می‌دهند. ممکن است پتو یا پارچه‌ای را به‌عنوان پتو یا وسیله راحتی بپذیرند. این رفتار شامل ورز دادن، خرخر کردن و مکیدن آن پارچه خواهد بود. در برخی موارد، مشاهده شده که گربه‌ها همزمان با ورز دادن و مکیدن، حرکات جنسی نشان می‌دهند، مشابه رفتار سگ‌ها که روی پای انسان «سوار» می‌شوند. بچه‌گربه‌هایی که پیش از تکمیل دوره شیرخواری از مادر جدا شده‌اند، ممکن است عادت کنند که انسانی را که به‌عنوان مادر پذیرفته‌اند ورز دهند و تلاش کنند اعضای او مثل گوش، چشم، بینی، انگشت پا، مو، پیراهن، جوراب یا انگشت دست را بمکند. این رفتار عمدتاً در دوران بچگی انجام می‌شود، اما گاه تا بزرگ‌سالی نیز ادامه می‌یابد.

## دیدگاه‌ها
نظریه‌های متعددی وجود دارد که رفتار ورز دادن گربه‌ها را توضیح می‌دهند. یکی از نظریه‌ها می‌گوید این رفتار ریشه در اجداد وحشی گربه‌ها دارد که برای ساختن لانه‌ای موقت جهت استراحت، باید علف یا برگ‌ها را با پاهای خود می‌خواباندند. نظریه‌ای دیگر این رفتار را بازمانده‌ای از دوران نوزادی می‌داند، زمانی که بچه‌گربه‌ها برای تحریک ترشح شیر، پستان مادر را ورز می‌دادند. همچنین ممکن است ورز دادن نوعی ارتباط غیرکلامی میان گربه و صاحبش باشد؛ به دلیل پیوند این رفتار با رابطهٔ مادرانه، ممکن است گربه با این کار محبت خود را نسبت به انسان نشان دهد.
بسیاری از گربه‌ها هنگام ورز دادن خرخر می‌کنند. آن‌ها معمولاً در نوزادی، هنگام شیر خوردن یا تلاش برای شیر خوردن خرخر می‌کنند. ارتباط رایج میان این دو رفتار ممکن است نشان‌دهندهٔ ریشه غریزی ورز دادن باشد. برخی کارشناسان معتقدند ورز دادن مشابه با کش‌آوردن بدن باعث تحریک و احساس خوب در گربه می‌شود.